# Kallon FC
Kallon FC is een voetbalclub uit Sierra Leone en speelt in de hoofdstad Freetown.
De club werd opgericht als Sierra Fisheries en was zo vrij succesvol in de jaren 80 toen drie landstitels gewonnen werden.
In 2002 werd de club voor 30 000 dollar verkocht aan Mohamed Kallon die gespeeld heeft bij Inter Milaan, AS Monaco en Al-Ittihad Djedda. De naam van de club werd hierop gewijzigd in Kallon FC. Mohameds jongere broer Musa is de voorzitter van de club.

## Bekende (oud-)spelers
- Mohamed Bangura
- Teteh Bangura
- Mohamed Kallon
- Alhassan Kamara
- Kei Kamara
- Rodney Strasser

## Erelijst
Landskampioen
1982, 1986, 1987 (als Sierra Fisheries)
2006
Beker van Sierra Leone
2007
East End Lions · Mighty Blackpool · Diamond Stars · Wusum Stars · Bo Rangers · Kallon FC · Golden Dragons · Central Parade · Mount Aureol · Ports Authority · Old Edwardians · Nepean Stars · Gem Stars · Golf Leopards